# 棕榈岛亚特兰蒂斯酒店
棕榈岛亞特蘭提斯酒店（阿拉伯語：أتلانتس دبي）位于杜拜最大的人工岛朱美拉棕櫚島上，2008年9月4日正式开业，11月20日举办开幕典礼，典礼本身花费约2000万美元。该酒店占地46公顷，有1539间客房。